# 西增路
西增路，是中國廣東廣州的一條西北—東南走向馬路，在荔灣區西村附近。東南邊從廣雅路開始，一直去到西北邊的美華後街和南京路的交界。是进入富力桃園的主要馬路。

## 敘述
全長590m，寬8米，1車道。只可以東南向西北行。

## 經過道路
條路順序從東南到西北排，粗字为主幹道：
- 廣雅路
- 環市西路
- 彭城東路
- 美華後街、南京路